# United States Secretary of the Navy

Flagge des SECNAV

Der United States Secretary of the Navy (SECNAV; deutsch Marineminister oder Marinestaatssekretär) ist der zivile Leiter des Department of the Navy.

## Geschichte
Die Historie beginnt bereits im 18. Jahrhundert – 1798 wurde erstmals ein Marineminister (Secretary of the Navy) ins Kabinett berufen.
Bis zum Jahr 1947, in dem die United States Navy, die Army und die neu geschaffene Air Force im Verteidigungsministerium zusammengefasst wurden, gehörte der Secretary of the Navy als Minister zum Kabinett. Seit 1947 untersteht er dem Verteidigungsminister (Secretary of Defense). Der SECNAV wird vom Präsidenten ernannt und vom Senat bestätigt.

## Organisation und Auftrag
Der SECNAV ist verantwortlich für Durchführung aller Marineangelegenheiten gemäß dem 10. Titel des United States Code. Dazu gehören sämtliche administrativen und technischen Fragen, Rekrutierung, Personalwesen, Budgetierung, Ausrüstungsfragen (Beschaffung und Nachschubwesen) und Instandhaltung, Ausbildung und Mobilisierungs- und Demobilisierungsfragen. Ferner ist er verantwortlich für die Bereitstellung, Wartung und Ausrüstung sämtlicher schwimmenden Einheiten der Flotte sowie ihre Docks, Häfen und Werften. Der Secretary of the Navy zeichnet darüber hinaus verantwortlich für die Umsetzung der Politik des Verteidigungsministeriums und deren marinespezifische Umsetzung in das Tagesgeschäft. Das Gleiche gilt auch für die zweite Teilstreitkraft innerhalb der Zuständigkeit des SECNAV, das Marine Corps. Traditionell vergibt der Secretary of the Navy die Namen von Schiffsneubauten der US-Marine.

## DasNavy Secretariat(Büro desSECNAV)
Das Leitungsgremium des SECNAV und seiner untergeordneten Führungseinrichtungen wird innerhalb der Streitkräfte vereinfacht Navy Secretariat genannt. Dazu gehören der Under Secretary of the Navy (Abteilungsleiter), die Assistant Secretaries (Referatsleiter), der General Counsel (Oberster Rechtsberater bzw. Justiziar) und weitere gesetzlich vorgeschriebene und eingerichtete Dienststellen.

## Liste der SECNAVs

### Secretaries of the Navy (Kabinett)
|  | Name                            | Amtszeit                              | unter Präsident                        |
|  | ------------------------------- | ------------------------------------- | -------------------------------------- |
|  | Joseph Hewes                    | 1776–1778                             | Kontinentalkongress                    |
|  | Benjamin Stoddert               | 18. Juni 1798 – 3. März 1801          | John Adams                             |
|  | Robert Smith                    | 27. Juli 1801 – 4. März 1809          | Thomas Jefferson                       |
|  | Paul Hamilton                   | 15. Mai 1809 – 31. Dezember 1812      | James Madison                          |
|  | William Jones                   | 19. Januar 1813 – 1. Dezember 1814    | James Madison                          |
|  | Benjamin Williams Crowninshield | 16. Januar 1815 – 30. September 1818  | James Madison, James Monroe            |
|  | Smith Thompson                  | 1. Januar 1819 – 31. August 1823      | James Monroe                           |
|  | Samuel Lewis Southard           | 16. September 1823 – 4. März 1829     | James Monroe, John Quincy Adams        |
|  | John Branch                     | 9. März 1829 – 12. Mai 1831           | Andrew Jackson                         |
|  | Levi Woodbury                   | 23. Mai 1831 – 30. Juni 1834          | Andrew Jackson                         |
|  | Mahlon Dickerson                | 1. Juli 1834 – 30. Juni 1838          | Andrew Jackson, Martin Van Buren       |
|  | James Kirke Paulding            | 1. Juli 1838 – 4. März 1841           | Martin Van Buren                       |
|  | George Edmund Badger            | 6. März 1841 – 11. September 1841     | William Henry Harrison, John Tyler     |
|  | Abel Parker Upshur              | 11. Oktober 1841 – 23. Juli 1843      | John Tyler                             |
|  | David Henshaw                   | 24. Juli 1843 – 18. Februar 1844      | John Tyler                             |
|  | Thomas Walker Gilmer            | 19. Februar 1844 – 28. Februar 1844   | John Tyler                             |
|  | John Young Mason                | 26. März 1844 – 4. März 1845          | John Tyler                             |
|  | George Bancroft                 | 11. März 1845 – 9. September 1846     | James K. Polk                          |
|  | John Young Mason                | 10. September 1846 – 4. März 1849     | James K. Polk                          |
|  | William Ballard Preston         | 8. März 1849 – 22. Juli 1850          | Zachary Taylor                         |
|  | William Alexander Graham        | 2. August 1850 – 25. Juli 1852        | Millard Fillmore                       |
|  | John Pendleton Kennedy          | 26. Juli 1852 – 4. März, 1853         | Millard Fillmore                       |
|  | James Cochran Dobbin            | 8. März 1853 – 4. März 1857           | Franklin Pierce                        |
|  | Isaac Toucey                    | 7. März 1857 – 4. März 1861           | James Buchanan                         |
|  | Gideon Welles                   | 7. März 1861 – 4. März 1869           | Abraham Lincoln, Andrew Johnson        |
|  | Adolph Edward Borie             | 9. März 1869 – 25. Juni 1869          | Ulysses S. Grant                       |
|  | George Maxwell Robeson          | 26. Juni 1869 – 4. März 1877          | Ulysses S. Grant                       |
|  | Richard Wigginton Thompson      | 13. März 1877 – 20. Dezember 1880     | Rutherford B. Hayes                    |
|  | Nathan Goff                     | 7. Januar 1881 – 4. März 1881         | Rutherford B. Hayes                    |
|  | William Henry Hunt              | 7. März 1881 – 16. April 1882         | James A. Garfield, Chester A. Arthur   |
|  | William Eaton Chandler          | 16. April 1882 – 4. März 1885         | Chester A. Arthur                      |
|  | William Collins Whitney         | 7. März 1885 – 4. März 1889           | Grover Cleveland                       |
|  | Benjamin Franklin Tracy         | 6. März 1889 – 4. März 1893           | Benjamin Harrison                      |
|  | Hilary Abner Herbert            | 7. März 1893 – 4. März 1897           | Grover Cleveland                       |
|  | John Davis Long                 | 6. März 1897 – 30. April 1902         | William McKinley, Theodore Roosevelt   |
|  | William Henry Moody             | 1. Mai 1902 – 30. Juni 1904           | Theodore Roosevelt                     |
|  | Paul Morton                     | 1. Juli 1904 – 30. Juni 1905          | Theodore Roosevelt                     |
|  | Charles Joseph Bonaparte        | 1. Juli 1905 – 16. Dezember 1906      | Theodore Roosevelt                     |
|  | Victor Howard Metcalf           | 17. Dezember 1906 – 30. November 1908 | Theodore Roosevelt                     |
|  | Truman Handy Newberry           | 1. Dezember 1908 – 4. März 1909       | Theodore Roosevelt                     |
|  | George von Lengerke Meyer       | 6. März 1909 – 4. März 1913           | William Howard Taft                    |
|  | Josephus Daniels                | 5. März 1913 – 4. März 1921           | Woodrow Wilson                         |
|  | Edwin Denby                     | 6. März 1921 – 10. März 1924          | Warren G. Harding, Calvin Coolidge     |
|  | Curtis Dwight Wilbur            | 19. März 1924 – 4. März 1929          | Calvin Coolidge                        |
|  | Charles Francis Adams           | 5. März 1929 – 4. März 1933           | Herbert Hoover                         |
|  | Claude Augustus Swanson         | 4. März 1933 – 7. Juli 1939           | Franklin D. Roosevelt                  |
|  | Charles Edison                  | 2. Januar 1940 – 24. Juni 1940        | Franklin D. Roosevelt                  |
|  | William Franklin Knox           | 11. Juli 1940 – 28. April 1944        | Franklin D. Roosevelt                  |
|  | James Vincent Forrestal         | 19. Mai 1944 – 17. September 1947     | Franklin D. Roosevelt, Harry S. Truman |

### Secretaries of the Navy (Department of Defense)
|             | Name                                       | Amtszeit                             |
| ----------- | ------------------------------------------ | ------------------------------------ |
|             | John Lawrence Sullivan                     | 18. September 1947 – 24. Mai 1949    |
|             | Francis Patrick Matthews                   | 25. Mai 1949 – 31. Juli 1951         |
|             | Dan Able Kimball                           | 31. Juli 1951 – 20. Januar 1953      |
|             | Robert Bernard Anderson                    | 4. Februar 1953 – 3. März 1954       |
|             | Charles S. Thomas                          | 3. Mai 1954 – 1. April 1957          |
|             | Thomas Sovereign Gates                     | 1. April 1957 – 8. Juni 1959         |
|             | William Birrell Franke                     | 8. Juni 1959 – 19. Januar 1961       |
|             | John Bowden Connally                       | 25. Januar 1961 – 20. Dezember 1961  |
|             | Fred Korth                                 | 4. Januar 1962 – 1. November 1963    |
|             | Paul Burgess Fay (kommissarisch)           | 2. November 1963 – 28. November 1963 |
|             | Paul Henry Nitze                           | 29. November 1963 – 30. Juni 1967    |
|             | Charles F. Baird (kommissarisch)           | 1. Juli 1967 – 31. August 1967       |
|             | Paul Robert Ignatius                       | 1. September 1967 – 24. Januar 1969  |
|             | John Lester Hubbard Chafee                 | 31. Januar 1969 – 4. Mai 1972        |
|             | John William Warner                        | 4. Mai 1972 – 8. April 1974          |
|             | John William Middendorf                    | 8. April 1974 – 20. Januar 1977      |
|             | William Graham Claytor                     | 14. Februar 1977 – 24. August 1979   |
|             | Edward Hidalgo                             | 24. Oktober 1979 – 20. Januar 1981   |
|             | John F. Lehman                             | 5. Februar 1981 – 10. April 1987     |
|             | James Henry Webb                           | 1. Mai 1987 – 23. Februar 1988       |
|             | William L. Ball                            | 28. März 1988 – 15. Mai 1989         |
|             | Henry Lawrence Garrett                     | 15. Mai 1989 – 26. Juni 1992         |
|             | Daniel Howard (kommissarisch)              | 26. Juni 1992 – 7. Juli 1992         |
|             | Sean O’Keefe                               | 2. Oktober 1992 – 20. Januar 1993    |
|             | Frank Benton Kelso (kommissarisch)         | 20. Januar 1993 – 21. Juli 1993      |
|             | John Howard Dalton                         | 22. Juli 1993 – 16. November 1998    |
|             | Richard Jeffrey Danzig                     | 16. November 1998 – 20. Januar 2001  |
|             | Robert B. Pirie (kommissarisch)            | 20. Januar 2001 – 24. Mai 2001       |
|             | Gordon Richard England                     | 24. Mai 2001 – 30. Januar 2003       |
|             | Susan Morrisey Livingstone (kommissarisch) | 30. Januar 2003 – 7. Februar 2003    |
|             | Hansford T. Johnson (kommissarisch)        | 7. Februar 2003 – 30. September 2003 |
|             | Gordon Richard England                     | 1. Oktober 2003 – 3. Januar 2006     |
|             | Donald C. Winter                           | 3. Januar 2006 – 13. März 2009       |
|             | B. J. Penn (kommissarisch)                 | 13. März 2009 – 19. Mai 2009         |
| Mabus       | Raymond Edwin Mabus                        | 19. Mai 2009 – 3. August 2017        |
| Spencer     | Richard V. Spencer                         | 3. August 2017 – 24. November 2019   |
| Modly       | Thomas B. Modly (kommissarisch)            | 24. November 2019 – 7. April 2020    |
| McPherson   | James E. McPherson (kommissarisch)         | 7. April 2020 – 29. Mai 2020         |
| Braithwaite | Kenneth Braithwaite                        | 29. Mai 2020 – 20. Januar 2021       |
| Harker      | Thomas W. Harker (kommissarisch)           | 20. Januar 2021 – 9. August 2021     |
| Del Toro    | Carlos Del Toro                            | 9. August 2021 – 20. Januar 2025     |
| Emmert      | Terence Emmert (kommissarisch)             | 20. Januar 2025 – 25. März 2025      |
| Phelan      | John Phelan                                | 25. März 2025 –                      |